# Вашингтон (окръг, Пенсилвания)
Вижте пояснителната страница за други населени места с името Вашингтон.
Окръг Вашингтон (на английски: Washington County) е окръг в щата Пенсилвания, Съединени американски щати. Площта му е 2230 km², а населението - 207 298 души (2017). Административен център е град Вашингтон.